# Апрмон (Ардени)
Апрмон (фр. Apremont) насеље је и општина у североисточној Француској у региону Шампања-Ардени, у департману Ардени која припада префектури Вузје.
По подацима из 2011. године у општини је живело 131 становника, а густина насељености је износила 10,19 становника/km². Општина се простире на површини од 12,86 km². Налази се на средњој надморској висини од 180 метара.

## Демографија
| 1962. | 1968. | 1975. | 1982. | 1990. | 1999. | 2011. |
| ----- | ----- | ----- | ----- | ----- | ----- | ----- |
| 193   | 207   | 165   | 140   | 109   | 118   | 131   |

График промене броја становника у току последњих година